# 가우룽

가우룽의 위치

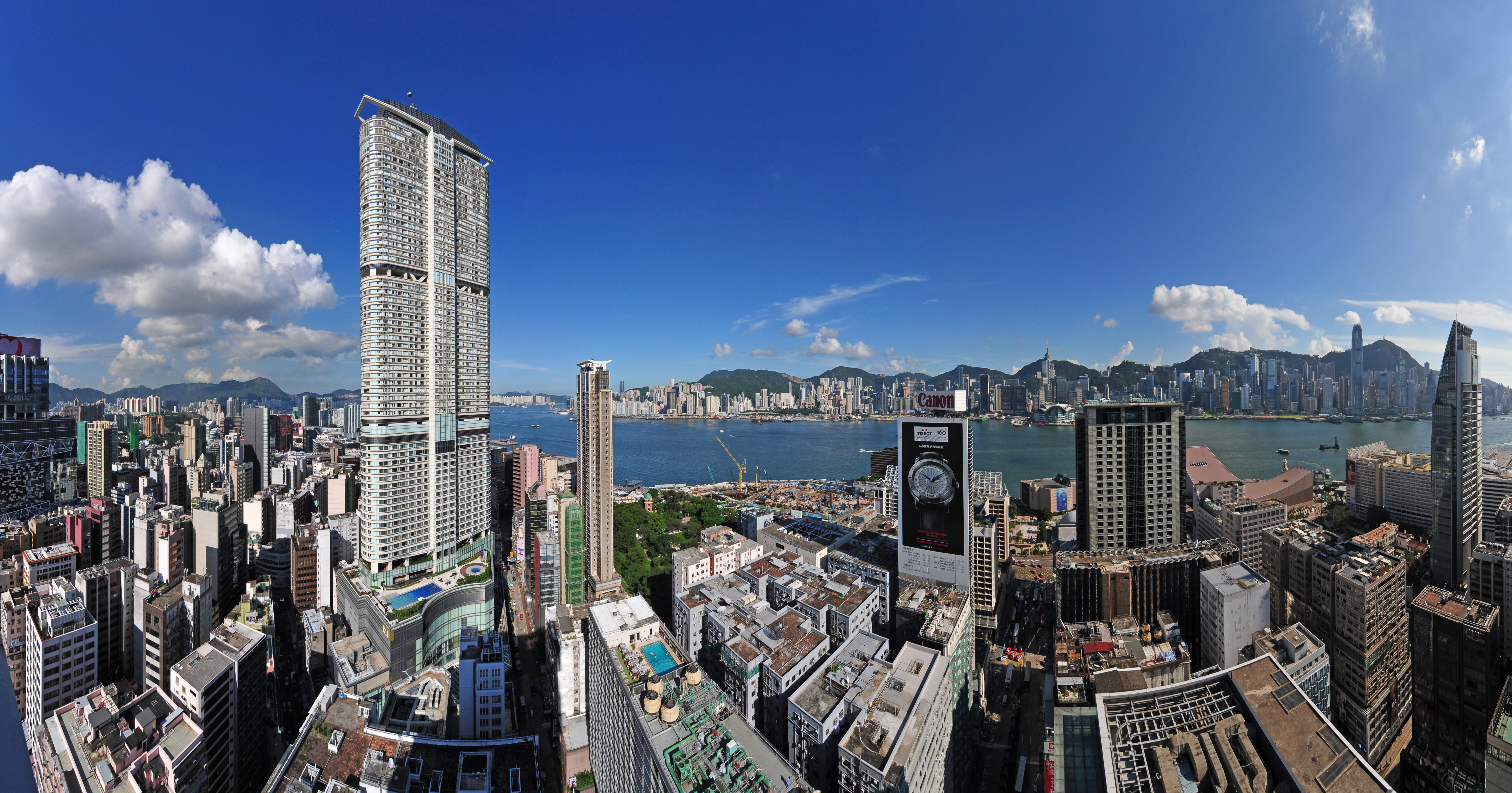

가우룽(구룡, 중국어 정체자: 九龍, 한어 병음: Jiǔlóng 주룽[*], 월병: Gau2lung4, IPA(광둥어): /kɐu̯˧˥ lʊŋ˨˩/, 영어: Kowloon 카울룬[*])은 홍콩의 가우룽반도 남단 도심 지역을 말하며, 면적은 47 km2이다.
1860년에 베이징 조약에 의해 영국이 청나라로부터 받은 지역으로, 지금의 바운더리 거리 남쪽을 의미한다. 최근에는 신가우룽이라고 불리는 신도시를 포함하여 지칭하기도 한다.

## 역사
1842년에 체결된 난징 조약에 의해 홍콩섬이 영국의 식민지가 되었고, 1860년에 체결된 베이징 조약에 의해 가우룽(九龍)이 영국령이 되었다. 1997년 7월 1일 영국령 홍콩이 중화인민공화국에 양도되었다.

## 명칭
가우룽이라는 이름은 여러 가지 설이 있다. 남송의 유황제가 몽골제국에 쫓겨 피난가면서 주위에 있는 8개 산을 용에 비유하고 자신을 포함해서 가우룽이라고 한 설, 주위에 있는 9개 산에서 용이 내려와 이곳이 발전하게 된다는 풍수설, 9형제 어부가 물가에서 놀고 있던 중에 용이 산으로 변했다는 설, 이 땅에 용씨성을 가진 가족이 9명 살고 있다는 설 등이 있다. 9라는 숫자는 중국에서는 "영원하다"라는 의미를 지녀, 경사스러운 단어로 간주된다. 그리고 용도 중국에서는 상상속의 동물이자 행운의 동물로 알려져 있다.
이러한 설에 나오는 산이 어느 산인가 하는 것은 몇가지 설이 있지만 중요한 것은 아래에 있는 것이다.
- 칭산/캐슬피크(靑山 Tsing Shan 청산 / Castle Peak) (583m)
- 다이모산(大帽山 Tai Mo Shan 대모산) (958m)
- 다이로산/테이츠케언(大老山 대로산 / Tate's Cairn) (583m)
- 시지산/라이언록(獅子山 Sz Tsz Shan 사자산 / Lion Rock) (495m)
- 페이오산/가우룽피크(飛鵝山 Fei Ngor Shan 비아산 / Kowloon Peak) (602m)
- 남세짐/샤프피크(蚺蛇尖 Nam She Tsim 염사첨 / Sharp Peak) (468m)

실제 가우룽의 경계가 성립되기 이전에 가우룽반도는 중국 한족 왕조 시기에 피난처 역할을 했다. 1287년에 몽골에 의해 남송이 정복되고 남송 황제 소제는 몽골의 황제 쿠빌라이 칸으로부터 도망쳐 가우룽반도의 동굴로 피난하였다. 1600년대에 명나라가 멸망한 후에 한족 황제의 많은 신하들은 만주족 군인들을 피해 가우룽반도에 은신처를 마련했다. 한족들의 왕조가 망하면 항상 광저우 지방으로 도망쳤기 때문에 광저우 지방에는 고대, 중세 중국어 발음이 많이 남아 있으며 보통화보다 광둥어로 한(漢)시(詩)를 읽을 때 음율이 정확히 맞게 된다. 

## 행정 구역

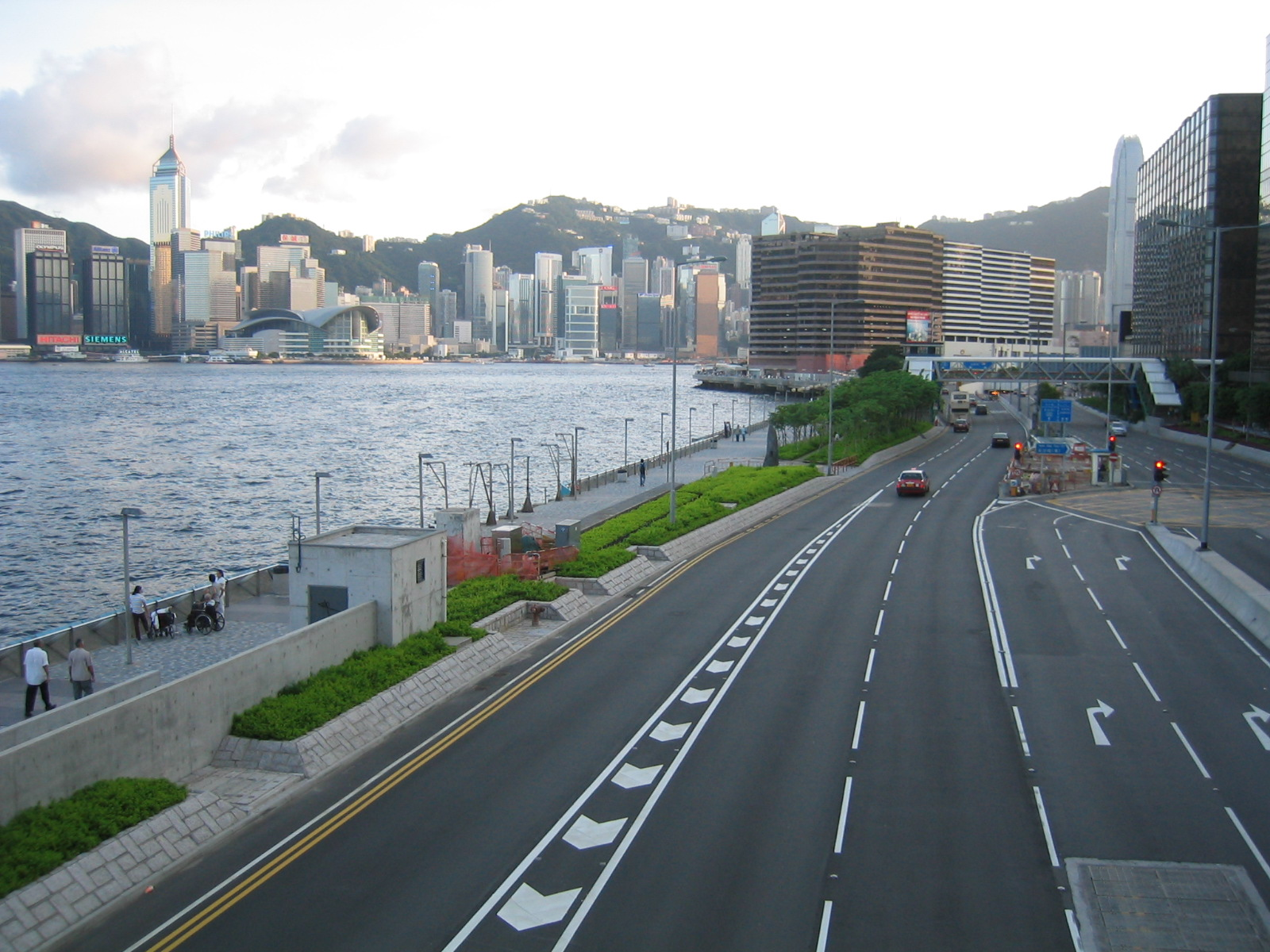
짐사저이 동쪽에서 홍콩 섬을 본 모습

가우룽 시는 행정 구역이 아래와 같이 되어 있다.
- 가우룽싱 구(九龍城區, Kowloon City District)
- 야우짐웡 구(油尖旺區, Yautsimmong District)
- 삼서이보 구(深水埗區, Sham Shui Po District)
- 군통 구(觀塘區, Kwun Tong District)
- 웡다이신 구(黃大仙區, Wong Tai Sin District)

입법회선거에서는 가우룽시를 2개의 선거구로 나눈다.
- 가우룽통(九龍東, Kowloon East) (군통 구, 웡다이신 구)
- 가우룽사이(九龍西, Kowloon West) (가우룽싱 구, 야우짐웡 구, 삼서이보 구)

## 주요 지역

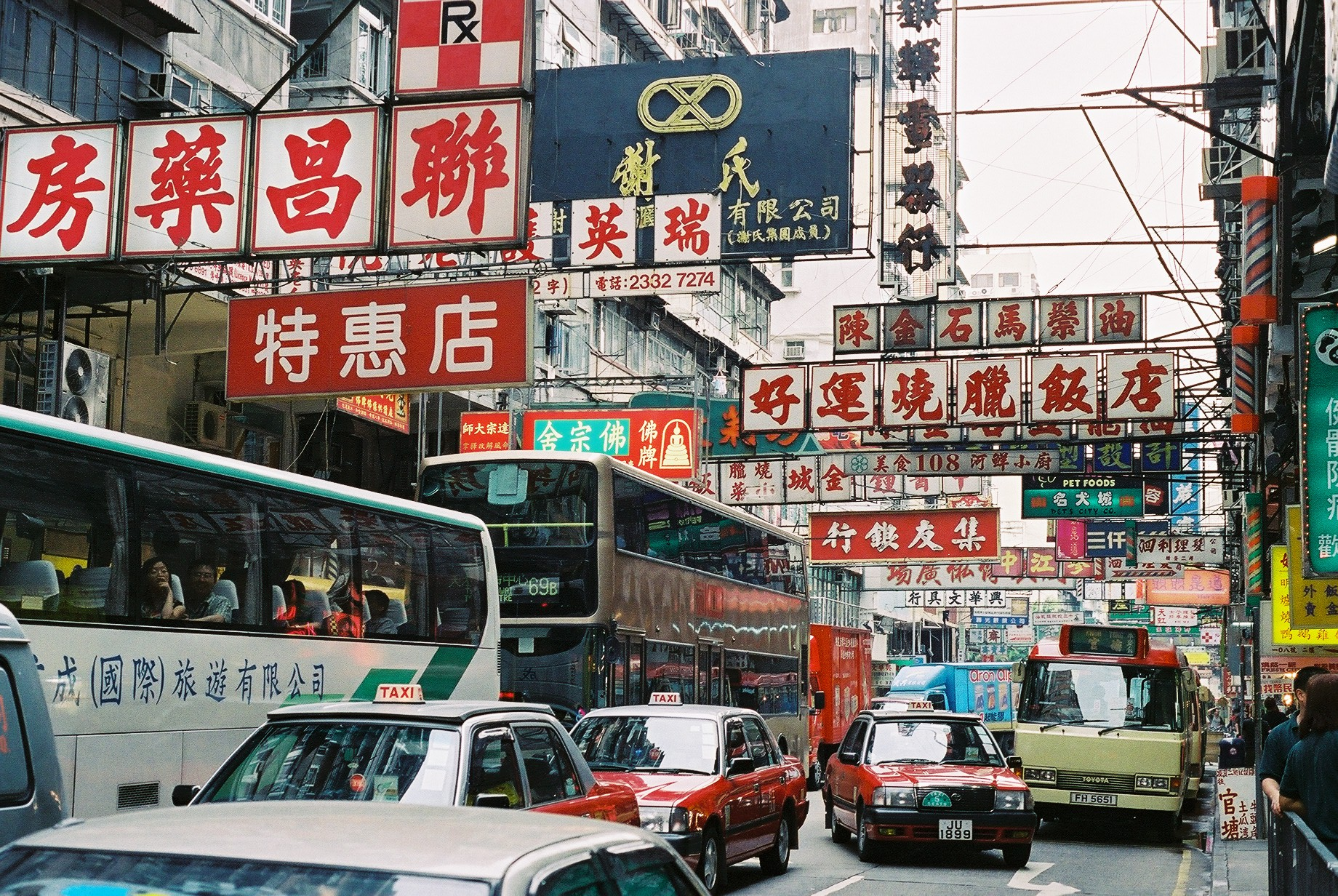
가우룽 시가지의 모습

가우룽 지구에서 가장 번화한 장소는 가우룽반도를 남북으로 관통하는 네이선 로 (Nathan Road)이다. 가우룽은 네이산 도로를 중심으로 형성된 곳이다. 최근에는 1998년에 카이탁 공항(Kai Tak Airport: 구 홍콩 국제공항)이 폐쇄됨에 따라 가우룽 시가지의 높이 제한 규제가 완화되면서 초고층 주책, 상점, 호텔 건설 등 재개발이 이루어지고 있다. 원래 가우룽을 가리키는 지역은 가우룽반도의 가장 끝지역의 침사추이에서 바운더리 거리까지의 지역이었지만, 시가지의 확대로 지금은 신제 남쪽이나 동쪽을 포함한 지역도 가우룽 지역이라고 하는 경우도 있다(신가우룽을 참조).
가우룽 지구에서 홍콩 섬에서는 빅토리아항을 관통하는 해저 터널이 개통되어, 지하철 터널이 2개, 자동차 터널이 2개, 지하철과 자동차 병용이 1개 등 5개의 터널이 개통되었다.

### 짐사저이와 조던

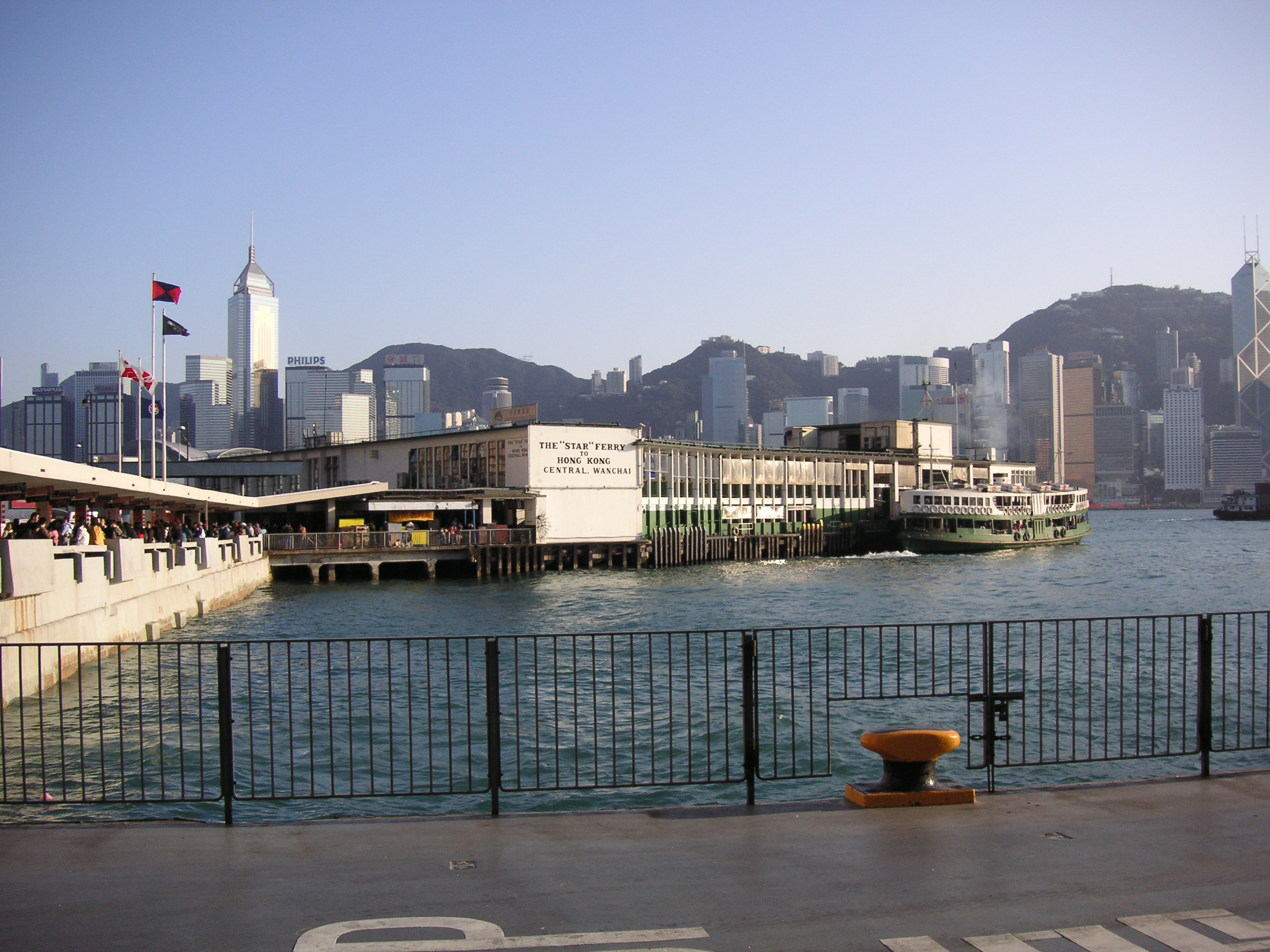
짐사저이의 페리 승강장

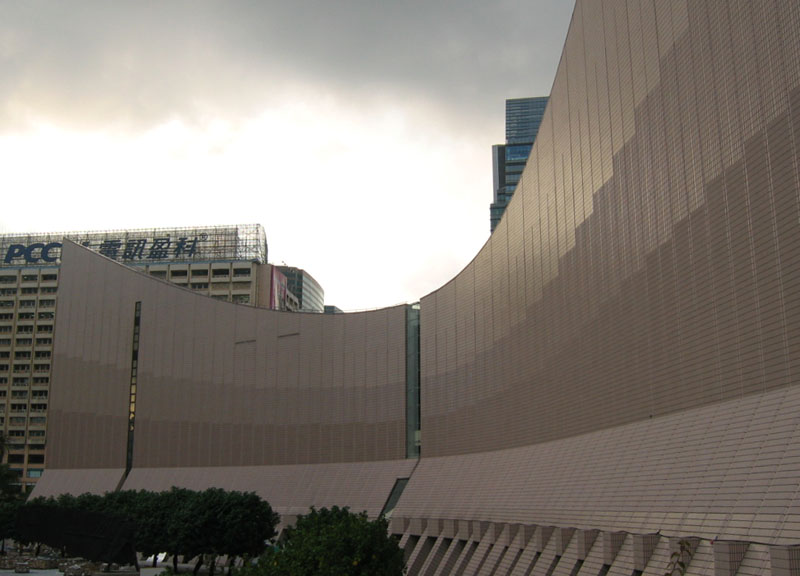
홍콩 문화 센터

짐사저이 및 조던 (佐敦, Jordan)은 가우룽반도의 가장 끝 지역에 있는 지구로, 네이산 도로의 시작점이다. 신제방면에서 버스가 이곳으로 온다. 그리고, 홍콩섬에서 빅토리아항을 건너는 스타 페리(天星小輪, Star Ferry) 선착장도 설치되어 있는 교통의 요충지이다. 이전에는 홍콩 최도의 철도역인 가우룽 역이 있어서, 이 역에서는 주광 철도(KCR:Kowloon Canton Railway)이 발착했다. 광둥성의 광저우나, 상하이, 베이징으로 가는 열차나, 멀리는 홍콩의 옛날 종주국인 영국의 런던으로 가는 직통열차도 발착했다. 하지만, 가우룽역은 지금 가우룽반도 중부의 훙함(紅磡, Hung Hom)으로 이전하면서, 이름도 홍콩훙함역이 되었다. 옛날 가우룽 역 철거지 부근에는 홍콩 문화 센터, 홍콩 예술관, 홍콩 태공관, 홍콩에서 천상관)등의 문화 시설이 건설되었다. 사적으로는 지금도 남아 있는 역의 시계탑이다. 짐사저이에는 홍콩에서 최고급인 페닌슐라 호텔이 있고, 저렴한 여관으로 알려진 건물인 충킹 맨션(重慶大廈, Chungking Mansions)이 있는 등 과거와 현재가 혼합되어 있다. 가우룽 공원에는 모스크가 있어서 국제 장소이기도 하다.

### 웡곡과 야우마데이
야우마데이 (油麻地, Yau Ma Tei) 주변은 관광객 등이 대부분 모이는 곳으로 옷을 파는 곳이나, 환전, 선물 가게도 많다. 낮부터 밤까지는 노점상도 활기넘치는 모습이다. 이 지역의 네이산 도로에는 네온간판이 많다. 웡곡 (旺角, Mong Kok)에는 의료품점이나, 스포츠 용품점이 많이 밀집되어 있어서 홍콩의 2~30대 문화의 중심지이다. 전문 상품 판매만 파는 가게도 있고, GSM방식의 휴대 전화, 주로 일본 일본 만화나 게임, 만화 관련 상품(직수입품외에도 타이완 저작권 상품도 많다)등을 판매하는 상점도 있다. 도쿄도와 서울을 비교하면 시부야나 하라주쿠와 아키하바라, 간다 짐보 정, 명동과 비슷한 곳이다.
2004년 가울에는, 웡곡 서쪽 일대가 재개발되어, 랭엄 플레이스(Langham Place)가 완공되었다. 쇼핑몰이나 극장, 영화관, 호텔, 255.1m의 건축물 등이 있어서 새로운 경계가 되었다.

### 훙함

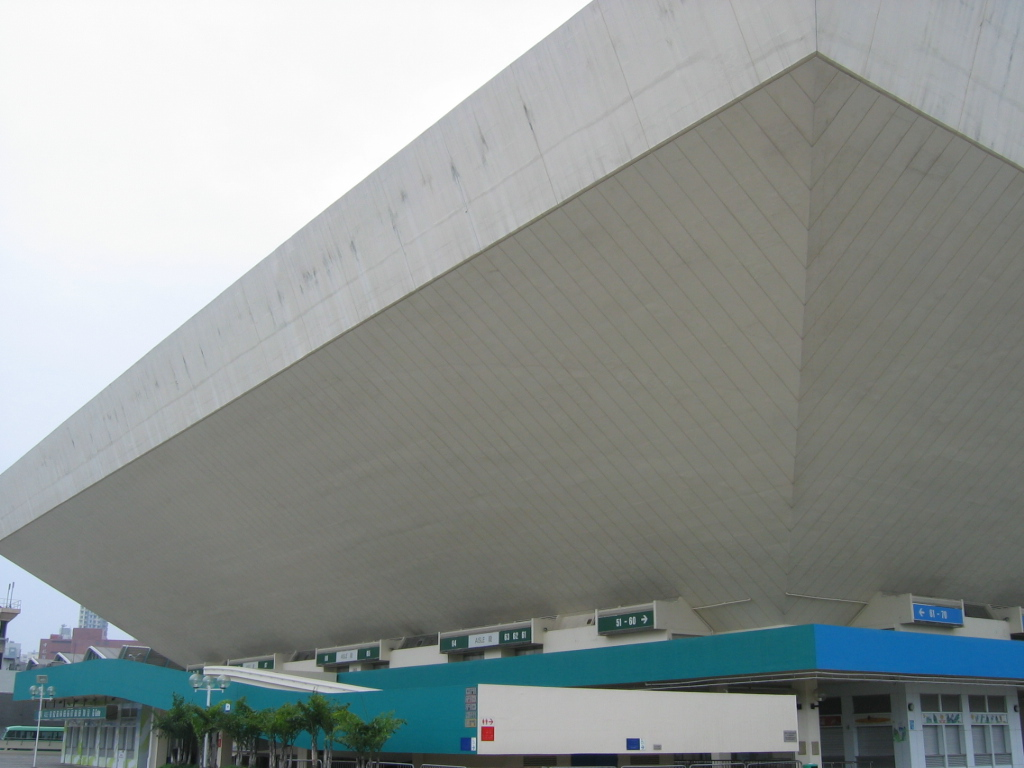
홍콩 체육관

훙함 (紅磡, Hung Hom)은 훙함역이 있는 장소이며 이곳은 주광 철도의 주광둥 철도(KCR East Rail)의 통근 노선이다. 선전, 광저우등 중국본토로 가는 장거리 열차역이다. 동쪽은 주택지가 있고 고층 아파트가 있다. 가우룽 역 앞에는 홍콩 체육관(Hong Kong Coliseum)이 있는데, 각종 스포츠 경기나 콘서트와 같은 이벤트가 열리는 곳이다. 홍칸은 지하철이 없고 교통 체증이 심했다. 하지만 2004년에는 훙함역(짐사저이 동쪽)까지 주광둥 철도가 연결되었다. 그리고 2003년에 주광시 철도(KCR West Rail)가 개통되었다.

### 가우룽싱
가우룽싱 (九龍城, Kowloon City)는 폐쇄된 구 홍콩 국제공항, 즉 카이탁 공항의 가까운 곳이였다. 가우룽반도의 동쪽은 홍콩의 행정 구역으로 가우룽청 구에 포함된다.
이곳은 일찍이 청나라의 군사 시설인 가우룽싱자이(정식 이름은 가우룽자이싱(구룡채성이 있었다. 아편 전쟁으로 청나라가 지자, 1842년에 체결된 난징 조약으로 홍콩 섬이 영국의 영구조차지가 되었고, 1860년 베이징 조약으로 가우룽 시가지가 영국 조차지가 되었지만, 가우룽반도가 영국령이 된 뒤에도 가우룽싱자이는 중국의 고립된 지역이 되었다.
그 뒤에도 가우룽싱자이는 중국 정부에서 파견된 관리가 오지 않았고, 영국 주권도 미치지 않은 곳이여서 슬럼가로 유명했다. 하지만, 가우룽싱에서는 학교, 양로원, 자경단 등 주민이 독자적으로 설치한 것도 있었다. 슬럼가은 1994년에 홍콩 정부와 영국 정부의 동의로, 철거되었다. 당시 주민에게 지급된 보상액수는 적었고(가우룽싱 자체가 슬럼화로 부동산 가치가 낮았음), 가우룽싱 철거 뒤에는 노숙자가 된 주민도 많았다. 지금은 재개발되어 가우룽자이싱 공원(Kowloon Walled City Park)이 건설되어 당시 청나라때의 것을 재현했다. 가우룽청은 음식점이 많이 밀집한 지역으로 유명하다.
한편 가우룽싱 서쪽에 인접한 가우룽통(九龍塘, Kowloon Tong)은 고급 주택이 일집한 곳으로 아파트나, 학교가 들어서 있어서 슬럼화된 가우룽싱과는 대조적이다.

### 가우룽완, 군통
가우룽완(九龍灣, Kowloon Bay)에서 군통 (觀塘, Kwun Tong)에는 예부터 지어진 주택지가 있다. 초고층 아파트도 함께 존재하는 곳이여서, 산중턱까지 아파트 단지가 있다. 해안 지역에는 폐쇄된 카이탁 공항과 가까워서 거대한 창고 단지가 있다. 카이탁 공항 철거지는 폐쇄되어, 잠시 공항 터미널 빌딩으로 사용했다가 볼링장등의 문화 시설, 홍콩 정부의 합동 청사로 사용했다. 지금은 구활주로위에 시멘트 공장이 세워진 것 이외에는 개발이 이루어지지 않았지만, 가까운 장래에는 개발될 것이다.

### 삼서이보

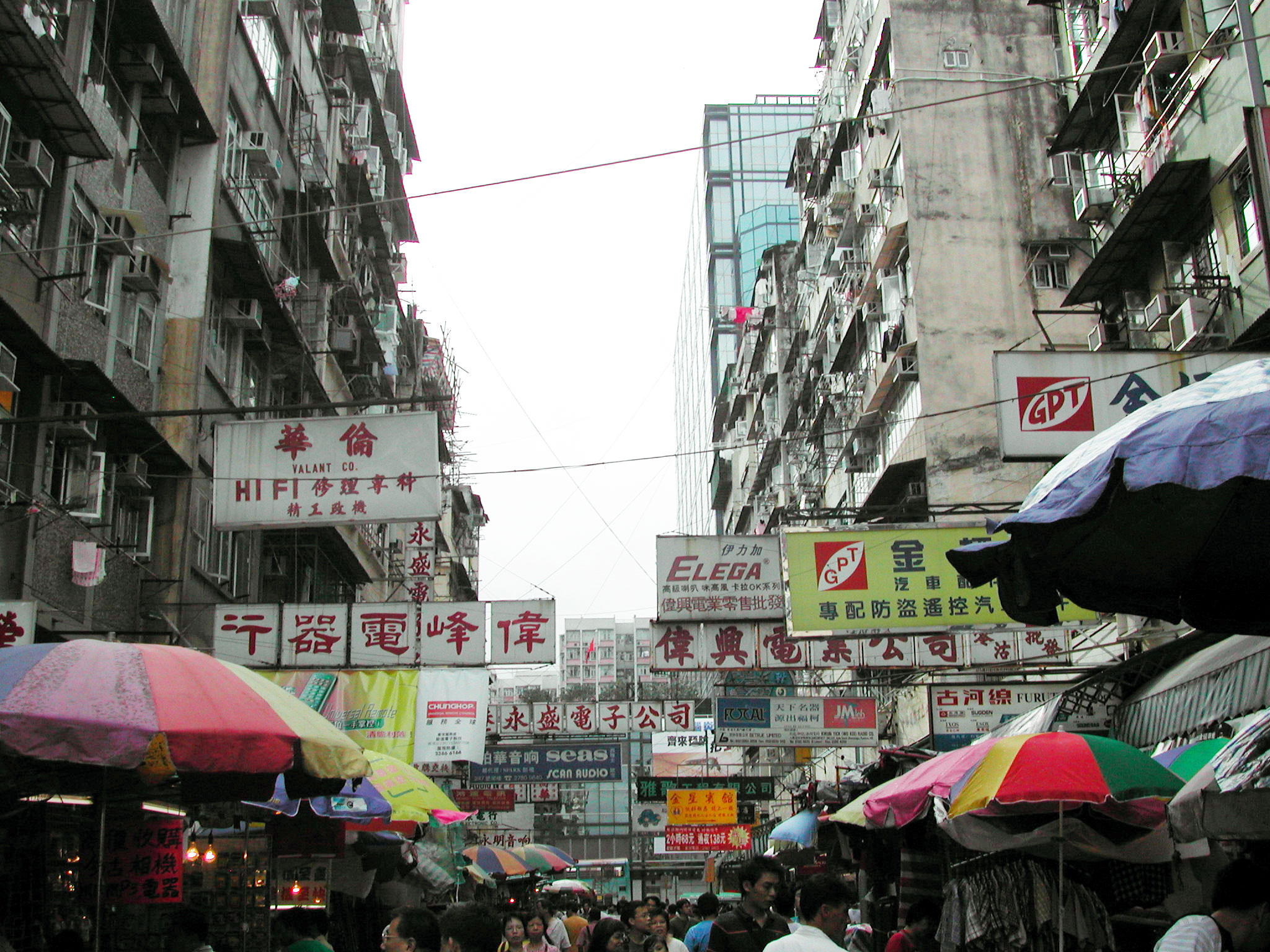
삼서이보 전자상가의 모습

삼서이보 (深水埗, Sham Shui Po)는 이전에 물 위에서 살던 사람들이 많았다. 최근에는 재개발로 인해서 그 모습이 사라졌다. 또, 삼서이보는 아시아에서 유명한 전자상가가 있다. 아키하바라, 니혼바시와 거의 대등할 정도이다. 당시에는 전기 제품을 취급했지만 요즘에는 컴퓨터나 휴대 전화 등의 첨단 기계를 팔기 시작했다. 그리고 웡곡과 같이 애니메이션이나 만화, 게임 등의 관련 제품도 팔리기 시작하면서, 미디어문화가 번지기 시작했다. 최근에는 줄어들고 있지만 뱀을 전문으로 하는 가게도 많이 있다.

### 사이가우룽

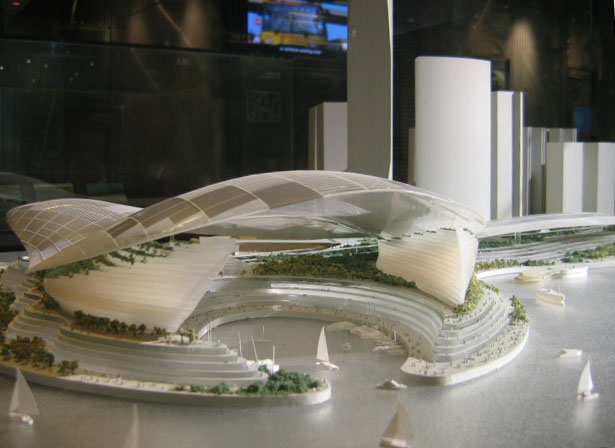
사이가우룽 불물관(안)

사이가우룽(西九龍, West Kowloon)에는 대규모 개발이 이루어지고 있어서 부지의 대부분이 매립지이다. 매립이 시작되기 전에는, 선박이 태풍등 거친 날씨를 피하기 위한 장소(Typhoon Shelter)가 많이 있었다.
홍콩 국제공항으로 직통하는 철도의 가우룽역(홍험에 있는 KCR(현재는 MTR East Rail)역과는 다르다)위에는 복합 시설 Union Square가 건설중이다. 이 시설에는 사무실과 호텔등이 들어선 지상 484m(118층)의 초고층 빌딩인 인터내셔널 코머스 센터가, 미국의 설계 사무소인 KPF에 의해 2011년 완공되었다. 이 건물은 상하이에 있는 지상 491.9m의 상하이 월드 파이낸셜 센터에 이어 중국에서 두 번째로 높은 빌딩이며 홍콩에서 가장 높은 빌딩이다. 그리고, 아랍에미리트 두바이의 두바이에 있는 세계에서 가장 높은 초고층 빌딩인 부르즈 할리파의 828m와 현재 2013년 6월 완공된 뉴욕 맨해튼에 있는 541.3m의 원 월드 트레이드 센터와 중화민국의 타이베이시에 있는 509.2m의 타이베이 101에 이어 상하이의 상하이 월드 파이낸셜 센터 다음으로 빌딩이다. 그 외에도 수십동의 초고층 아파트가 건설중이다.
이 지역에는 올림픽 역(奥運駅)이 있는데, 이 역은 본디는 지역 이름을 딴 다이곡저이 역(大角咀駅)이 될 예정이었으나 개통에 즈음하여 리라이산이 홍콩의 올림픽 출전 사상 최초의 메달을 획득함에 따라 이를 기념하여 올림픽 역으로 이름 붙여졌다.

## 같이 보기
- 구룡성채